# Gripe canina
A gripe canina é uma forma de gripe que ocorre em canídeos e é provocada por diferentes variedades de influenzavirus A, como o H3N8.